# Reforma radical

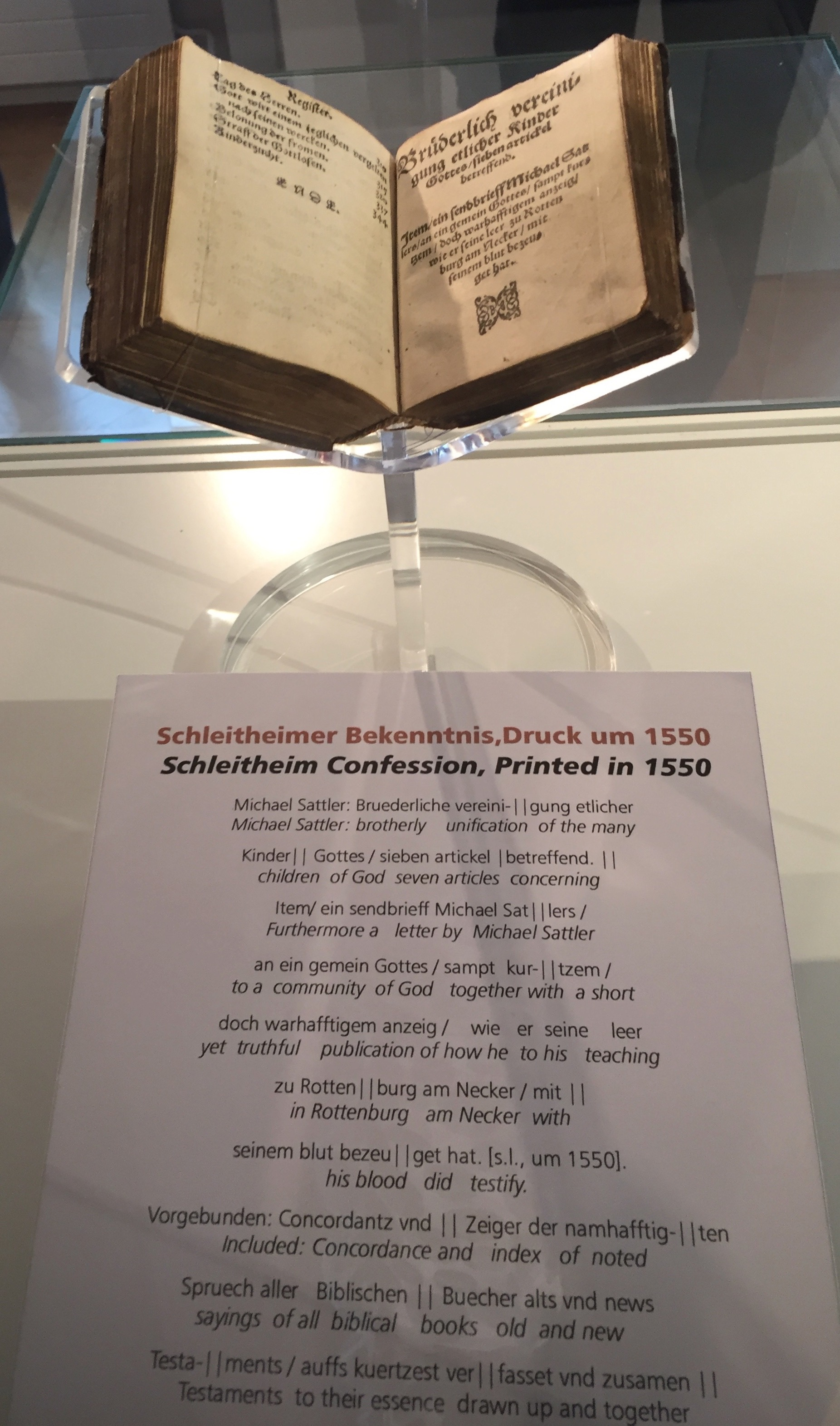
Confesión de Schleitheim impresa en 1550, exhibida en la Sala Anabaptista del Museo de Historia Local en Schleitheim, Suiza.

La reforma radical representó una respuesta a la corrupción tanto en la Iglesia católica como en el creciente movimiento Magisterial Protestante liderado por Martín Lutero y muchos otros. Comenzando en Alemania y Suiza en el siglo XVI, la reforma radical dio nacimiento a muchos grupos radicales en toda Europa. La reforma radical abarca a reformadores como Thomas Müntzer (c. 1489-1525) y Andreas Karlstadt (1486-1541), los profetas de Zwickau (1521-1522) y grupos anabaptistas, como los huteritas (fundados c. 1527) y los menonitas (fundados c. 1536).
En ciertas regiones de Alemania, Suiza y Austria, la mayoría simpatizaba con la reforma radical a pesar de la intensa persecución. Aunque la proporción sobreviviente de la población europea que se rebeló contra las iglesias católica, luterana y zuingliana fue pequeña, los reformadores radicales escribieron profusamente y la literatura es desproporcionadamente extensiva, en parte como resultado de la proliferación de las enseñanzas de la reforma radical en los Estados Unidos.

## Historia
Algunas formas tempranas de la reforma radical fueron milenarias, centradas en la creencia del inminente fin del mundo. Esto fue particularmente notable en el gobierno de Juan de Leiden en la ciudad de Münster en 1535, una rebelión política que fue aplastado finalmente por las fuerzas combinadas del obispo católico de Münster y el luterano del Landgraviato de Hesse. Después de la rebelión de Münster, el pequeño grupo de los batenburgueses continuó adhiriéndose a las creencias anabaptistas militantes. Algunos de los grupos anabaptistas no violentos también tenían creencias milenarias, pero otros no.
Los primeros anabaptistas creían que su reforma debía purificar no solo la teología, sino también la vida cotidiana de los cristianos, especialmente sus relaciones políticas y sociales. Por lo tanto, la iglesia no debe ser apoyada por el estado, ni por los diezmos e impuestos, ni por el uso de la espada; el cristianismo era una cuestión de convicción individual, que no podía ser impuesta a nadie, sino que requería una decisión personal para ello.
Muchos grupos de la reforma radical fueron influenciados por el biblicismo, como los Hermanos Suizos, el espiritualismo, como los anabaptistas del sur de Alemania, y sobre todo por el  pacifismo absoluto, como los hermanos Suizos, los huteritas y los menonitas del norte de Alemania y los Países Bajos. Los huteritas también practicaban la comunidad de bienes. Al principio, la mayoría de ellos eran fuertemente misioneros (cristianos).

## Formas posteriores de anabaptismo
Las formas posteriores del anabaptismo fueron mucho más pequeñas y se centraron en la formación de pequeñas comunidades separatistas. Entre las numerosas variedades que se desarrollaron estaban los menonitas, los amish y los huteritas. Entre los nuevos líderes del posterior movimiento anabaptista, y sin duda el más influyente de ellos, era Menno Simons (1496-1561), un sacerdote católico holandés que a principios de 1536 decidió unirse a los anabaptistas. A Simons no le servía la violencia que propugnaba y practicaba el movimiento de Münster, que le parecía pervertir el corazón mismo del cristianismo. Así pues, el pacifismo menonita no es una característica meramente periférica del movimiento, sino que pertenece a la esencia misma de la comprensión del evangelio por parte de Menno; esta es una de las razones por las que ha sido una característica constante de todas las agrupaciones menonitas a lo largo de los siglos.
Los anabaptistas de la reforma radical continúan inspirando a los grupos comunitarios actuales, como el Bruderhof y movimientos como el Urban Expression en el Reino Unido.

## Reformistas radicales no anabaptistas
Aunque la mayoría de los reformadores radicales eran anabaptistas, algunos no se identificaban con la corriente principal de la tradición anabaptista. Thomas Müntzer estuvo involucrado en la Guerra de los campesinos alemanes. Andreas Karlstadt estaba en desacuerdo teológicamente con Ulrico Zuinglio y Martín Lutero, enseñando la no violencia y negándose a bautizar a los niños sin rebautizar a los creyentes adultos. Kaspar Schwenkfeld y Sebastián Franck estaban influenciados por el misticismo y espiritualismo alemán.

## Otros movimientos
Además de los anabaptistas, se han identificado otros movimientos de reforma radical. En particular, George Huntston Williams, el gran estudioso de la reforma radical, consideraba que las primeras formas de unitarismo —como el de los socinianos, y ejemplificado por Miguel Servet, así como por los Hermanos Polacos—, y otras tendencias que ignoraban la cristología nicena aún aceptada por la mayoría de los cristianos, formaban parte de la Reforma radical. Con Miguel Servet (1511-1553) y Fausto Socino (1539-1604), el antitrinitarismo pasó al primer plano.

## Creencias
Las creencias del movimiento son las de la iglesia de creyentes.
A diferencia de los católicos y de los movimientos protestantes más magisteriales luteranos y reformados (zuinglianos y calvinistas), algunos de la reforma radical abandonaron la idea de que la «iglesia visible» era distinta de la «iglesia invisible», por lo que la iglesia solamente consistía en la pequeña comunidad de creyentes, que aceptaba a Jesucristo y lo demostraba mediante el bautismo de adultos, llamado bautismo del creyente.
Mientras que los reformadores magisteriales querían sustituir a su propia élite culta por la élite culta de la Iglesia católica, los grupos protestantes radicales rechazaron la autoridad de la organización institucional de la «iglesia» casi por completo, por ser antibíblica. A medida que progresaba la búsqueda del cristianismo original, se afirmaba que la tensión entre la iglesia y el Imperio Romano en los primeros siglos del cristianismo era normativa, que la iglesia no debe aliarse con el sacralismo gubernamental, que una verdadera iglesia siempre está sujeta a ser perseguida y que la conversión de Constantino I era, por lo tanto, la Gran Apostasía que marcaba una desviación del cristianismo puro.